# Hans Henrik von Stöcken
Hans Henrik von Stöcken (zm. 1709) – duński dyplomata.
Stöcken w latach 1698–1702 był posłem Królestwa Danii w Londynie, a następnie posłem nadzwyczajnym w Hadze (1699–1709). 
Był też wujem Hansa Henrika von Stöckena Młodszego (1684–1732), który służył wujowi jako jego sekretarz od 1704 roku do 1709 roku, gdy został duńskim chargé d'affaires w Hadze. 